# Leon Bibb
Leon Bibb, OBC (* 7. Februar 1922 in Louisville, Kentucky; † 23. Oktober 2015 in Vancouver, British Columbia) war ein US-amerikanischer Folk-Sänger und Filmschauspieler, der in Kentucky aufgewachsen ist, in New York City gearbeitet hat und seit 1969 im kanadischen Vancouver lebte.

## Leben
Während der McCarthy-Ära der 1950er Jahre war Leon Bibb – ebenso wie sein Freund Paul Robeson – einer der US-amerikanischen Unterhaltungskünstler, die wegen angeblicher „un-amerikanischer Aktivitäten“ unter Restriktionen zu leiden hatten. Nach Überwindung dieser Hindernisse veröffentlichte Bibb von Ende der 1950er bis in die 1970er Jahre eine Vielzahl von Langspielplatten und trat in landesweit ausgestrahlten Fernsehshows wie beispielsweise Hootenanny auf. Sein A-cappella-Gesang verbindet Elemente seiner klassischen Gesangsausbildung mit Spiritual- und Blueseinflüssen.
Als Schauspieler trat Bipp in Filmen wie Das junge Mädchen (1960), Liebling (1968) oder Dead Wrong (1983) auf.
Bipp ist der Vater des in Europa ansässigen Blues-Sängers und Songwriters Eric Bibb. Dessen etwa 1997 einsetzender weltweiter Erfolg brachte es mit sich, dass Vater und Sohn zwei gemeinsame Alben herausgebracht haben: A Family Affair (2002) und Praising Peace – A Tribute to Paul Robeson (2006).